# San Fernando (Chili)
Pour les articles homonymes, voir San Fernando.
San Fernando est une commune du Chili et la capitale de la Province de Colchagua elle-même rattachée à la région O'Higgins.. C'est la seconde ville la plus peuplée de la région.
Elle est située à 339 m d'altitude, a été fondée en 1742, et est devenue capitale de la province en 1840.

## Iconographie

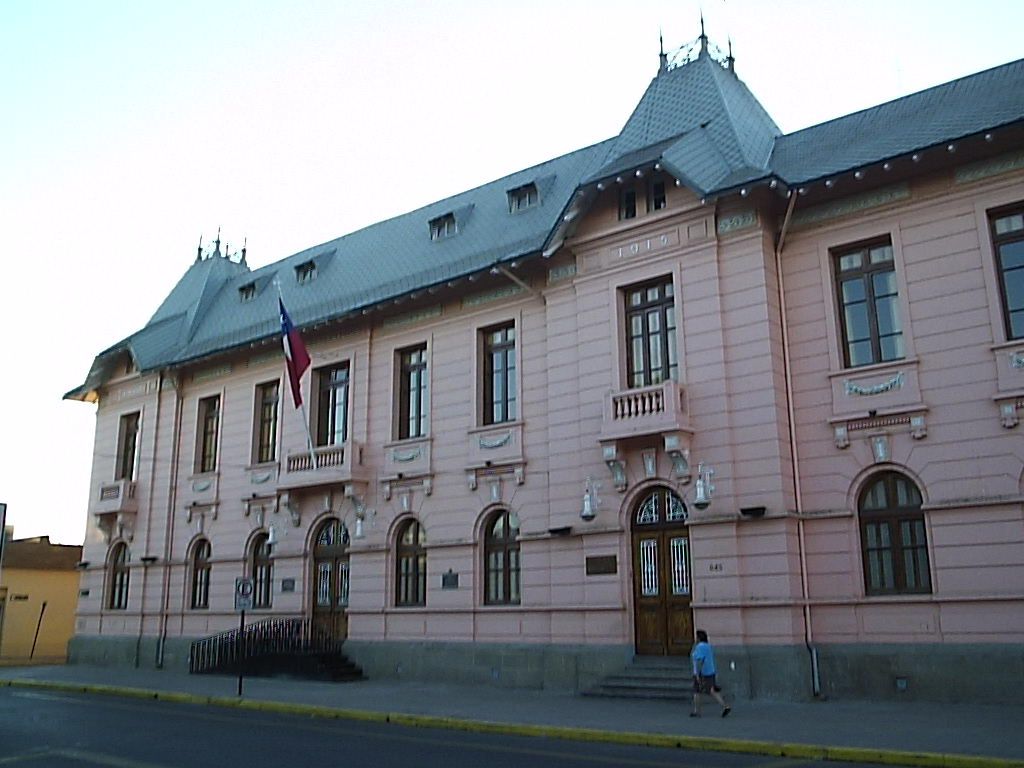
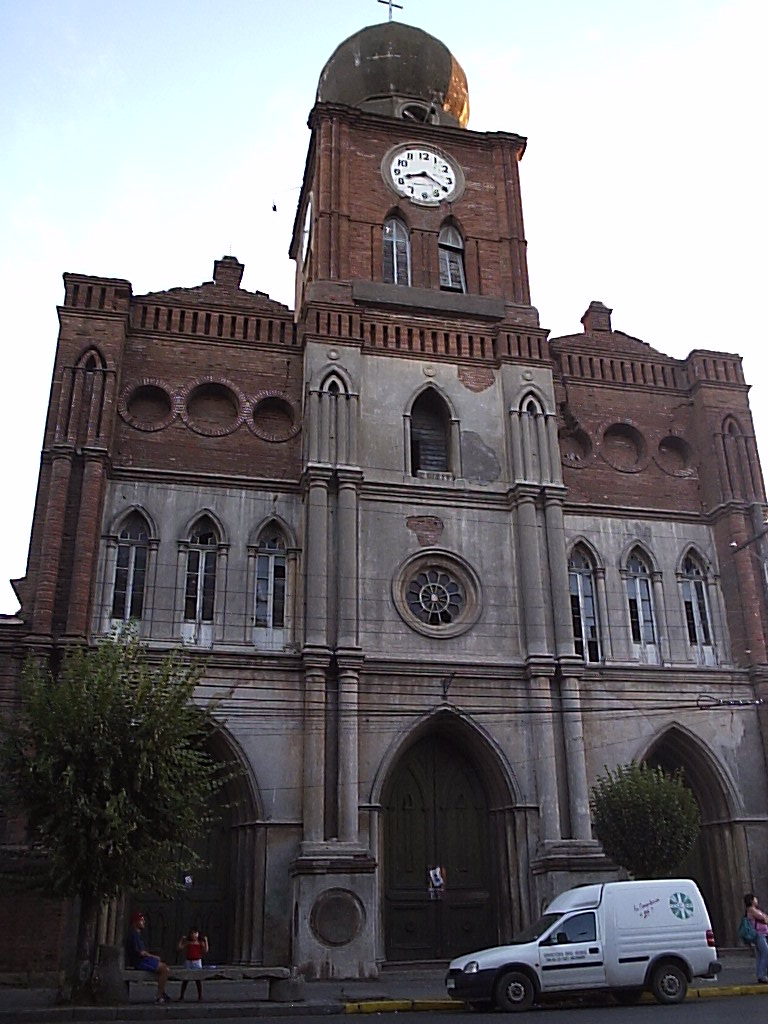

## Personnalités liées à la commune
- Sergio Catalán (1928-2020), agriculteur qui a aidé Roberto Canessa et Fernando Parrado, rescapés de la catastrophe du vol Fuerza Aérea Uruguaya 571 en 1972[1].